# Исламский сепаратизм в Индии

## Появление и развитие исламского сепаратизма на примере штата Джамму и Кашмир
Джамму и Кашмир — это самый северный индийский штат, занимающий в силу своего географического положения, особое стратегическое значение для Индии. Данный штат расположен на стыке Индии, Пакистана, Китая и Афганистана. Особое внимание в данном случае стоит обратить на соседство с афганским и пакистанским государствами. Хотя в настоящее время Индия не имеет непосредственных границ с Афганистаном, в силу оккупации Пакистаном северной части Кашмира, влияние именно афганских террористических группировок, является особым фактором, дестабилизирующим внутриполитическое положение на Севере Индии.
Говоря об истоках кашмирского сепаратизма, стоит вспомнить, что княжество Джамму и Кашмир является территориальным образованием, сложившимся в результате первой англо-сикхской войны, в 1846 г. Именно благодаря английскому управлению, территория, где большинством населения являются мусульмане, управлялась династией догров, являющихся по конфессиональной принадлежности индуистами. Примечательным является тот факт, что данная ситуация, повлиявшая впоследствии на историю Кашмира, сложилась при совершенно чётком понимании англичанами сложности межконфессиональных отношений в данном регионе. Фактически, это стало «бомбой замедленного действия» для внутреннего состояния Кашмира, которая дала о себе знать в момент получения независимости Индии и Пакистана.
В первой половине XX столетия, на территории Кашмира складывается движение «Мусульманская конфедерация». Впоследствии, это движение получило название «Национальная конфедерация», так как в его ряды входили и мусульмане и индусы. Однако, через некоторое время, наиболее фанатично настроенные мусульмане, отколовшись от данной организации, создали движение под прежним названием «Мусульманская конфедерация». Это движение, в своём обновлённом составе, представляло большую угрозу внутриполитической стабильности данного региона. В данном случае, важно отметить, что «Мусульманская конфедерация», в момент своего первого появления на политической арене, представляла собой оппозиционное движение по отношению к режиму махараджи Гуляб Сингха. Тогда как к 1947 г., когда лордом Маунтбэттеном была провозглашена независимость Индии, «Мусульманская конфедерация», в своём обновлённом составе, достаточно ярко выступала за присоединение к Пакистану.
Дальнейшие события также развивались не в пользу режима махараджи. В октябре 1947 г. , после вторжения в Кашмир кочевых пуштунских племён, за которыми уже вскоре последовали части пакистанской армии, Хари Сингх был вынужден подписать документ о присоединении Кашмира к Индии. Это гарантировало ему помощь Индии в остановке продвижения пуштунских племён.
В ходе данного конфликта, продлившегося год, фактическим главнокомандующим индийской и пакистанской армии, был английский генерал Окинлек. Данный факт, наводит на мысль, о том, что и внутриполитическое и внешнеполитическое противоборство являлось внешне регулируемым процессом. Для более детального понимания того, что осложнение межконфессиональных отношений, и последовавшее за развитие религиозного сепаратизма, регулировалось и управлялось из внешней среды, требуется пояснить, что представляют собой индийские мусульмане.
Индийские мусульмане, лишь в незначительной своей степени, являются потомками переселенцев из стран Ближнего Востока и Средней Азии. Большая часть индийских мусульман — это выходцы из местных сословно кастовых, и этнокастовых групп. Само же понятие «мусульманин» в Индии, является не только, а подчас и не столько, конфессиональной принадлежностью, сколько этническим, кастовым и сословным названием. При этом, зачастую, традиции индийских мусульман не сильно отличаются от индуистских. Особенно сильно это проявляется в тот момент, когда в момент паломничества в Мекку, индийские мусульмане осознают, что язык, культурные традиции и обычаи мусульман из других стран, являются для них более чуждыми, нежели те, с которыми они имею дело на родине.
То есть налицо тот факт, что, вследствие долгого сосуществования, представители разных религий в Индии объединены разными обычаями и традициями. А столь серьёзное разделение по религиозному признаку, традиционно, не присуще индийскому обществу. Из этого можно заключить, что религиозный сепаратизм в данном регионе, является таким же фактором внешнего воздействия, как и разделение данной территории на отдельные доминионы.
За два дня до то того момента как махараджей Хари Сингхом был подписан документ о присоединении Кашмира к Индии, мусульманскими повстанцами было учреждено временное правительство «Азад Кашмира» или «Свободного Кашмира» со столицей в Музаффарбаде. Возглавил это правительство член «Мусульманской конференции» Сардар Мухаммад Ибрагим. Фактически, правительство «Свободного Кашмира» контролировало узкую территорию, приграничную к Пакистану, население которой, состояло в основном из беженцев, пришедших с Индийской территории.
В 1948 году лидер «Национальной конференции» Шейх Мохаммад Абдулла, по прозвищу «Лев Кашмира», становится главным министром штата Джамму и Кашмир. Таким образом, территория Кашмира была разделена на сферы влияния между двумя политическими движениями.
Следующие территориальные изменения, произошедшие в Кашмире, наступили в октябре 1962 г., когда Китай закрепил контроль над частью Ладакха. После этого, события произошедших в трёх войнах между Индией и Пакистаном, также разворачивались на территории Кашмира. В ходе последнего конфликта, сторонами было подписано соглашение, согласно которому территория Джамму и Кашмира разделялась между Индией и Пакистаном, однако территория бывшего княжества Джамму и Кашмир, теперь, разделялась между Индией, Пакистаном и Китаем.
В сентябре 1982 г. умирает Шейх Мухаммад Абдулла, и его преемником и министром штата, становится его сын Фарук Абдулла. В 1986 г., Фарук Абдулла подписывает с тогдашним премьер-министром Индии Радживом Ганди соглашение об альянсе между «Национальной конференцией» и «Индийским национальным конгрессом». Из-за этого, Фарук Абдулла был обвинён в предательстве кашмирских интересов.
В сентябре тог же года, ряд радикально настроенных партий образует «Мусульманский объединённый фронт» (МОФ), который должен был противостоять «Национальной конференции» на предстоящих выборах.
Однако, результаты выборов 1987 г., по мнению мусульманской оппозиции, были сфальсифицированы, что и послужило к окончательной радикализации «МОФ». Сами же члены «МОФ» впоследствии стали известными полевыми командирами, и образовали ряд крупнейших террористических организаций.

## Борьба с исламским сепаратизмом
В борьбе с исламским сепаратизмом индийское правительство применяет большой комплекс мер и средств, из которых можно выделить три большие группы: законодательные, военные и политические. Все эти меры развиваются по мере изменений внешнеполитических отношений с сопредельными государствами, и внутриполитической ситуации в отдельных частях страны.
Рассматривая законодательные меры по борьбе с терроризмом и сепаратизмом в Индии, стоит отметить, что они также претерпевают изменения. Нормы антитеррористического законодательства, как правило, разрабатывались и разрабатываются на федеральном уровне, после чего распространяются в отдельных штатах.
Также стоит отметить поправки, которые были внесены в «закон о противодействии терроризму» принятый 28 марта 2002 года, после террористических атак на Мумбай. Из этих поправок можно выделить:
1. Расширение определения террористических актов
2. Ужесточение понятия принадлежности к террористическим группировкам и организациям
3. Увеличение минимального срока задержания для лиц, подозреваемых в причастности к террористическим актам, с 15 до 30 дней, а максимально — с 90 до 180 дней
4. Запрет освобождения под залог иностранных граждан, без разрешения или незаконно въехавший на территорию страны
5. Новая законодательная база, регулирующая работу Национальной службы расследований[10],

Как можно видеть из контекста данных поправок, несмотря на то, что они распространяются на всю территорию Индии, в основном они направлены на сдерживание исламских сепаратистских группировок.
Рассматривая политические методы борьбы, стоит отметить, что они в основном связаны с ужесточением действий правительства по отношению к террористическим группировкам, напрямую или косвенно связанными с Пакистаном.

## Список используемой литературы
Баранов С. А. Сепаратизм в Индии// Институт востоковедения РАН, М. 2003.
Котин И. Ю. Ислам в Южной Азии СПб. 2006.
Микаэлян Н. Р. Общественно-политические движения и религиозная традиция в Индии и Пакистане ИВ АН СССР М. 1989 С.
Kapila S. India’s counter-terrorism strategy 2004—2008: Flawed Political Approaches 2008 //URL: https://web.archive.org/web/20100613102929/http://southasiaanalysis.org/papers29/paper2847.html
The Sixteen Point Agreement Arrived at between the Naga People’s Convention and the Government of India in July 1960. — The Naga Nation and its Struggle against Genocide. Copenhagen, July 1986.